# Amphipoea flavo
Amphipoea flavo là một loài bướm đêm trong họ Noctuidae.